# Liste der Nintendo-Switch-Spiele/L
| Titel                                                                            | Entwickler                         | Herausgeber                                   | Genre                             | Handel | Veröffentlichung D/A/CH                     |
| -------------------------------------------------------------------------------- | ---------------------------------- | --------------------------------------------- | --------------------------------- | ------ | ------------------------------------------- |
| L.A. Noire                                                                       | Rockstar Games                     | Rockstar Games                                | Action-Adventure                  | Ja     | 14. November 2017                           |
| L.F.O. – Lost Future Omega                                                       | Kusamochi Factory’s Workshop       | Mebius                                        | Rhythmusspiel Ego-Shooter         | Nein   | 3. Mai 2018                                 |
| La-Mulana                                                                        | Nigoro                             | NIS America                                   | Adventure                         | Nein   | 20. März 2020                               |
| La-Mulana 2                                                                      | Nigoro                             | NIS America                                   | Adventure                         | Nein   | 20. März 2020                               |
| Labyrinth of Refrain: Coven of Dusk                                              | Nippon Ichi Software               | NIS America                                   | Rollenspiel                       | Ja     | 21. September 2018                          |
| Labyrinth of the Witch                                                           | Orange Cube                        | Orange Cube                                   | Rollenspiel                       | Nein   | 14. November 2019                           |
| Landwirtschafts-Simulator – Nintendo Switch Edition                              | Giants Software                    | Focus Home Interactive                        | Simulation                        | Ja     | 7. November 2017                            |
| Landwirtschafts-Simulator 20                                                     | Giants Software                    | Focus Home Interactive                        | Simulation                        | Ja     | 3. Dezember 2019                            |
| Landwirtschafts-Simulator 23                                                     | Giants Software                    | Giants Software                               | Simulation                        | Ja     | 23. Mai 2023                                |
| Langrisser I & II                                                                | Chara-ani Corporation              | NIS America                                   | Adventure Rollenspiel             | Ja     | 16. März 2020                               |
| Lanota                                                                           | Noxy Games                         | Flyhigh Works                                 | Rhythmusspiel                     | Nein   | 20. Juni 2018                               |
| Lanternium                                                                       | Blazing Planet Studio              | Victory Road                                  | Puzzler                           | Nein   | 1. Oktober 2019                             |
| Lapis x Labyrinth                                                                | Nippon Ichi Software               | NIS America                                   | Action-Rollenspiel                | Ja     | 31. Mai 2019                                |
| Laser Kitty Pow Pow                                                              | QubicGames                         | QubicGames                                    | Arcade                            | Nein   | 5. Juli 2019                                |
| Last Day of June                                                                 | Ovosonico                          | 505 Games                                     | Adventure                         | Nein   | 16. März 2018                               |
| Last Encounter                                                                   | Exordium Games                     | Silesia Games                                 | Shooter                           | Nein   | 21. Februar 2020                            |
| Lastfight                                                                        | Piranaking                         | Joindots                                      | Lernsoftware                      | Nein   | 30. Dezember 2019                           |
| Late Shift                                                                       | Wales Interactive                  | Wales Interactive                             | FMV Adventure                     | Nein   | 26. April 2018                              |
| Later Daters                                                                     | Bloom Digital                      | Bloom Digital                                 | Adventure                         | Nein   | 16. April 2020                              |
| Layers of Fear: Legacy                                                           | Aspyr Media                        | Aspyr Retail: Limited Run Games               | Horror-Adventure                  | Ja     | 21. Februar 2018 Retail: Oktober 2018       |
| Layton’s Mystery Journey: Katrielle und die Verschwörung der Millionäre – Deluxe | Level-5                            | Level-5                                       | Adventure Puzzle                  | Ja     | 8. November 2019                            |
| Lazy Galaxy: Rebel Story                                                         | AbsoDev                            | AbsoDev                                       | Shoot ‘em up                      | Nein   | 14. Dezember 2018                           |
| Legends of Amberland: The Forgotten Crown                                        | Pineapple Works                    | Pineapple Works                               | Rollenspiel Adventure             | Nein   | 20. April 2020                              |
| League of Evil                                                                   | Ravenous Games                     | Ratalaika Games                               | Plattformer                       | Nein   | 31. August 2017                             |
| League of the Shield                                                             | NoobO Games                        | NoobO Games                                   | Party                             | Nein   | 29. November 2019                           |
| Legend of Kay Anniversary                                                        | Kaiko                              | THQ Nordic                                    | Platformer                        | Ja     | 29. Mai 2018                                |
| Legend of the Skyfish                                                            | Mgaia Studio                       | Ratalaika Games                               | Adventure                         | Nein   | 30. August 2019                             |
| Legend of the Tetrarchs                                                          | Hit-Point Co.                      | Kemco                                         | Rollenspiel Adventure             | Nein   | 6. Mai 2019                                 |
| Legendary Eleven                                                                 | Eclipse Games                      | Eclipse Games                                 | Sport                             | Nein   | 8. Juni 2018                                |
| Legendary Fishing                                                                | Ubisoft                            | Ubisoft                                       | Sport                             | Nein   | 18. September 2018                          |
| Lego City Undercover                                                             | TT Fusion                          | WB Games                                      | Action-Adventure                  | Ja     | 7. April 2017                               |
| Lego DC Super-Villains                                                           | TT Fusion                          | WB Games                                      | Action-Adventure                  | Ja     | 18. Oktober 2018                            |
| Lego Die Unglaublichen                                                           | TT Fusion                          | WB Games                                      | Action-Adventure                  | Ja     | 15. Juni 2018                               |
| Lego Harry Potter Collection                                                     | TT Games                           | WB Games                                      | Action-Adventure                  | Ja     | 30. Oktober 2018                            |
| Lego Jurassic World                                                              | TT Games                           | WB Games                                      | Action-Adventure                  | Ja     | 19. September 2019                          |
| Lego Marvel Super Heroes 2                                                       | TT Games                           | WB Games                                      | Action-Adventure                  | Ja     | 7. Dezember 2017                            |
| Lego The Movie 2 Video game                                                      | TT Games                           | WB Games                                      | Action-Adventure                  | Ja     | 28. Februar 2019 Retail: 26. März 2019      |
| The Lego Ninjago Movie Video Game                                                | TT Games                           | WB Games                                      | Action-Adventure                  | Ja     | 22. September 2017                          |
| Lego Worlds                                                                      | TT Games                           | WB Games                                      | Sandbox                           | Ja     | 8. September 2017                           |
| Legrand Legacy: Tale of the Fatebounds                                           | Another Indie                      | Another Indie                                 | Rollenspiel                       | Nein   | 24. Januar 2019                             |
| Leisure Suit Larry: Wet Dreams Don’t Dry                                         | CrazyBunch                         | Koch Media                                    | Point-and-Click-Adventure         | Ja     | 13. Juni 2019                               |
| Leisure Suit Larry: Wet Dreams Dry Twice                                         | CrazyBunch                         | Assemble Entertainment                        | Point-and-Click-Adventure         | Ja     | 18. Mai 2021                                |
| Leopoldo Manquiseil                                                              | The Vanir Project                  | Badland Games                                 | Platformer                        | Nein   | 20. Dezember 2018                           |
| Let's Get Fit                                                                    | Exkee, Voxler                      | Ravenscourt                                   | Sportsimulation                   | Ja     | 13. Mai 2022                                |
| Let’s Go Nuts                                                                    | Devjuice                           | Devjuice                                      | Platformer                        | Nein   | 16. Juli 2019                               |
| Let’s Sing 2018                                                                  | Ravenscourt                        | Koch Media                                    | Party                             | Ja     | 24. November 2017                           |
| Let’s Sing 2019                                                                  | Ravenscourt                        | Koch Media                                    | Party                             | Ja     | 26. Oktober 2018                            |
| Let’s Sing 2020                                                                  | Ravenscourt                        | Koch Media                                    | Party                             | Ja     | 25. Oktober 2019                            |
| Lethal League Blaze                                                              | Team Reptile                       | Team Reptile                                  | Fighting                          | Nein   | 12. Juli 2019                               |
| Lethis – Path of Progress                                                        | Triskell Interactive               | Plug In Digital                               | Simulation                        | Nein   | 24. Oktober 2019                            |
| Letter Quest Remastered                                                          | Bacon Bandit Games Saturnine Games | Digerati                                      | Puzzle                            | Nein   | 23. November 2017                           |
| LevelHead                                                                        | Butterscotch Shenanigans           | Butterscotch Shenanigans                      | Platformer                        | Nein   | 30. April 2020                              |
| Levels+: Süchtig Machendes Puzzlespiel                                           | Flow                               | Flow                                          | Puzzle                            | Nein   | 13. Juli 2017                               |
| Liberated                                                                        | Atomic Wolf                        | Walkabout Games                               | Adventure                         | Nein   | 2. Juni 2020                                |
| Lichtspeer: Double Speer Edition                                                 | Lichthund                          | Crunching Koalas                              | Action                            | Nein   | 7. September 2017                           |
| Life Goes On                                                                     | Fusty Game Midgar Studio           | Playdius                                      | Action-Adventure                  | Nein   | 20. September 2018                          |
| Lifeless Planet: Premiere Edition                                                | Infinite Monkeys Entertainment     | GamePoch                                      | Puzzle                            | Nein   | 20. September 2018                          |
| Light Fingers                                                                    | Numizmatic Games Corporation       | Numizmatic Games Corporation                  | Brettspiel                        | Nein   | 20. September 2018                          |
| Light Fall                                                                       | Bishop Games                       | Bishop Games                                  | Platformer                        | Nein   | 26. April 2018                              |
| Light Tracer                                                                     | Beep                               | Beep                                          | Adventure                         | Nein   | 16. Mai 2019                                |
| Limbo                                                                            | Playdead                           | Playdead                                      | Platformer                        | Nein   | 28. Juni 2018                               |
| Lines X                                                                          | Nestor Yavorskyy                   | Nestor Yavorskyy                              | Puzzle                            | Nein   | 27. Juni 2019                               |
| Lines XL                                                                         | Nestor Yavorskyy                   | Nestor Yavorskyy                              | Puzzle                            | Nein   | 20. Februar 2020                            |
| Lines Infinite                                                                   | Konstructors Entertainment         | Nestor Yavorskyy                              | Puzzle                            | Nein   | 22. August 2019                             |
| Link-a-Pic Deluxe                                                                | Lightwood Games                    | Lightwood Games                               | Puzzle                            | Nein   | 2. Januar 2020                              |
| Little Bit War                                                                   | Mediascape                         | Mediascape                                    | Platformer                        | Nein   | 9. Februar 2020                             |
| Little Briar Rose                                                                | Elf Games                          | Elf Games                                     | Adventure Puzzle                  | Nein   | 10. Oktober 2019                            |
| Little Busters! Converted Edition                                                | Key                                | Prototype                                     | Visual Novel                      | Nein   | 23. April 2020                              |
| Little Dragons Café                                                              | Aksys Games                        | Aksys Games                                   | Simulation Rollenspiel            | Ja     | 21. September 2018                          |
| Little Friends: Dogs & Cats                                                      | Imagineer                          | Sold Out                                      | Lifestyle Simulation              | Ja     | 28. Mai 2019                                |
| Little Inferno                                                                   | Tomorrow Corporation               | Tomorrow Corporation Retail: Super Rare Games | Puzzle                            | Ja     | 23. März 2017 Retail: 7. Mai 2020           |
| Little Misfortune                                                                | illmonday Games                    | Killmonday Games                              | Adventure                         | Nein   | 29. Mai 2020                                |
| Little Nightmares: Complete Edition                                              | Tarsier Studios                    | Bandai Namco Entertainment                    | Puzzle Platformer Survival Horror | Ja     | 18. Mai 2018                                |
| Litte Racer                                                                      | Milkstone Studios                  | ALL IN! GAMES                                 | Rennspiel                         | Nein   | 29. August 2019                             |
| Little Shopping                                                                  | Ultimate Games                     | Ultimate Games                                | Adventure                         | Nein   | 12. März 2019                               |
| Little Town Hero                                                                 | Game Freak                         | Game Freak                                    | Rollenspiel                       | Nein   | 16. Oktober 2019                            |
| Little Triangle                                                                  | Cotton Game                        | KONANDENKI                                    | Action                            | Nein   | 1. März 2018                                |
| Loco Motive                                                                      | Robust Games                       | Chucklefish                                   | Point-and-Click-Adventure         | Nein   | 21. November 2024                           |
| LocO-SportS                                                                      | Jorge Biedma Azuar                 | Jorge Biedma Azuar                            | Sport                             | Nein   | 7. Februar 2020                             |
| Lode Runner Legacy                                                               | Tozai Games                        | Tozai Games                                   | Platformer                        | Nein   | 29. März 2018                               |
| Lonely Mountains: Downhill                                                       | Megagon Industries                 | Thunderful                                    | Rennspiel                         | Nein   | 7. Mai 2020                                 |
| LongStory                                                                        | Bloom Digital Media                | Bloom Digital Media                           | Simulation                        | Nein   | 6. Dezember 2018                            |
| Loot Monkey: Bling Palace                                                        | Tackorama                          | Tackorama                                     | Platformer                        | Nein   | 6. August 2018                              |
| Lost Artifacts                                                                   | 8Floor Games                       | 8Floor Games                                  | Strategie                         | Nein   | 2. April 2019                               |
| Lost Artifacts: Golden Island                                                    | 8Floor Games                       | 8Floor Games                                  | Strategie                         | Nein   | 16. April 2020                              |
| Lost Artifacts: Soulstone                                                        | 8Floor Games                       | 8Floor Games                                  | Strategie                         | Nein   | 9. Mai 2019                                 |
| Lost Artifacts: Time Machine                                                     | 8Floor Games                       | 8Floor Games                                  | Strategie                         | Nein   | 21. Mai 2020                                |
| Lost Castle                                                                      | Hunter Studio                      | Another Indie Studio                          | Action-Rollenspiel                | Nein   | 19. September 2019                          |
| Lost Horizon                                                                     | Animation Arts                     | Koch Media                                    | Point-and-Click-Adventure         | Nein   | 5. März 2020                                |
| Lost Horizon 2                                                                   | Animation Arts                     | Koch Media                                    | Point-and-Click-Adventure         | Nein   | 11. Juni 2020                               |
| Lost in Harmony: The Musical Odyssey                                             | Jackbox Games                      | Plug In Digital                               | Rhythmusspiel                     | Nein   | 21. Juni 2018                               |
| Lost King’s Lullaby                                                              | Storeen Games                      | Avance                                        | Adventure Rollenspiel             | Nein   | 25. April 2019                              |
| Lost Orbit: Terminal Velocity                                                    | PixelNAUTS                         | PixelNAUTS                                    | Adventure                         | Nein   | 16. Juli 2019                               |
| Lost Phone Story                                                                 | Accidental Queens Seaven Studio    | Plug In Digital                               | Puzzle                            | Nein   | 26. April 2018                              |
| Lost Sea                                                                         | eastasiasoft Ratalaika Games       | eastasiasoft                                  | Adventure                         | Nein   | 31. Mai 2018                                |
| Lost Sphear                                                                      | Tokyo RPG Factory                  | Square Enix                                   | Rollenspiel                       | Ja     | 23. Januar 2018                             |
| Lots of Slots                                                                    | Dispatch Games                     | Dispatch Games                                | Casino                            | Nein   | 15. November 2019                           |
| LOVE                                                                             | Mokuzai Studio                     | Mokuzai Studio                                | Platformer                        | Nein   | 14. Februar 2019                            |
| Lovecraft´s Untold Stories                                                       | LLC Blini Games                    | BLG-Publishing                                | Rollenspiel Adventure             | Nein   | 10. Mai 2019                                |
| Lovers in a Dangerous Spacetime                                                  | Asteroid Base                      | Asteroid Base Retail: Super Rare Games        | Adventure                         | Ja     | 3. Oktober 2017 Retail: 16. August 2018     |
| Ludomania                                                                        | Baltoro Games                      | Baltoro Games                                 | Party                             | Nein   | 7. September 2018                           |
| Luigi’s Mansion 2 HD                                                             | Tantalus Media                     | Nintendo                                      | Action-Adventure                  | Ja     | 27. Juni 2024                               |
| Luigi’s Mansion 3                                                                | Next Level Games                   | Nintendo                                      | Action-Adventure                  | Ja     | 31. Oktober 2019                            |
| Luke & Rebecca                                                                   | RACJIN                             | RACJIN                                        | Action Puzzle                     | Nein   | 1. November 2018                            |
| Lumines Remastered                                                               | Resonair                           | Enhance Games                                 | Puzzle                            | Nein   | 26. Juni 2018                               |
| Lumini                                                                           | 2Awesome Studio                    | 2Awesome Studio                               | Adventure                         | Nein   | 24. Januar 2020                             |
| Lumo                                                                             | Triple Eh?                         | Rising Star Games                             | Action-Adventure                  | Ja     | 16. November 2017 Retail: 11. Dezember 2017 |
| Lust for Darkness                                                                | Movie Games Lunarium               | SimFabric                                     | Adventure Rollenspiel Action      | Nein   | 12. Juli 2019                               |
| Lust for Darkness: Dawn Edition                                                  | Movie Games Lunarium               | SimFabric                                     | Adventure Rollenspiel Action      | Nein   | 20. März 2020                               |
| Lucar                                                                            | Koalabs                            | Koalabs                                       | Puzzle                            | Nein   | 21. Mai 2020                                |
| Lydia                                                                            | Nakana.io                          | Nakana.io                                     | Adventure                         | Nein   | 17. Januar 2020                             |
| Lyrica                                                                           | Cosen                              | Cosen                                         | Rhythmusspiel                     | Nein   | 28. März 2019                               |